# The Green Album
Albums de Kottonmouth Kings
The Kottonmouth Xperience Vol. II: Kosmic Therapy
(2008) 420 Freedom Sampler
(2009)
The Green Album est le dixième album studio des Kottonmouth Kings, sorti le 28 octobre 2008.

## Liste des titres
| No  | Titre                            | Durée |
| --- | -------------------------------- | ----- |
| 1.  | Legacy                           | 0:33  |
| 2.  | Blaze of Glory                   | 4:00  |
| 3.  | Rock Like Us                     | 3:44  |
| 4.  | Trippin'                         | 3:34  |
| 5.  | Pack Ur Bowls                    | 3:50  |
| 6.  | K.O.T.T.O.N.M.O.U.T.H. Song      | 4:21  |
| 7.  | Don't Give a Fuck                | 3:20  |
| 8.  | Happy                            | 3:24  |
| 9.  | Where I'm Going?                 | 4:14  |
| 10. | Puff N Tuff                      | 4:23  |
| 11. | Stand                            | 3:40  |
| 12. | Super Hero                       | 3:49  |
| 13. | Freeworld (featuring Brother J)  | 5:57  |
| 14. | What U in 4                      | 4:10  |
| 15. | Sex Toy (featuring Tech N9ne)    | 5:12  |
| 16. | Rainfall                         | 4:05  |
| 17. | So Cal                           | 2:07  |
| 18. | Green Grass (featuring Dirtball) | 4:35  |
| 19. | Time                             | 4:22  |
| 20. | Plant a Seed                     | 4:30  |

| 21. | Miss Smokey | 4:20 |

## Classement
| Charts (2008)          | Position |
| ---------------------- | -------- |
| Billboard 200          | 42       |
| Top Internet Albums    | 42       |
| Top Independent Albums | 1        |